# Výpočty s libovolnou přesností
V informatice se výpočty s libovolnou přesností rozumí takové výpočty, kdy je počet použitelných číslic a tedy i přesnost výpočtu omezena pouze množstvím paměti. To je situace odlišná od běžnějšího rychlého počítání s pevně danou přesností, které bývá implementováno v aritmeticko-logických jednotkách (přesnost bývá 6 až 16 desetinných míst).

## Využití
Kromě čistě teoretických matematických výpočtů (jako je výpočet čísla π na velký počet míst) je práce s čísly o libovolné přesnosti například běžnou součástí algoritmů asymetrického šifrování, které jsou implementovány mimo jiné v každém moderním webovém prohlížeči.